# Erich Hagenmeyer

Erich Hagenmeyer

Erich Hagenmeyer (* 21. August 1892 in Deggingen/Fils, Kreis Göppingen; † 28. September 1963 in Darmstadt) war ein deutscher Politiker (NSDAP) und SA-Führer.

## Leben und Wirken
Nach dem Besuch der Oberrealschule arbeitete Hagenmeyer seit 1908 für die Eisenbahn. 1922 absolvierte er die Prüfung zum Eisenbahnobersekretär. Von 1914 bis 1918 nahm Hagenmeyer am Ersten Weltkrieg teil, zuletzt als Leutnant der Reserve. 
Hagenmeyer gehörte von 1919 bis 1920 dem Deutschvölkischen Schutz- und Trutzbund an. 1920 wechselte er zur NSDAP. Nach dem vorübergehenden Verbot der Partei trat er der NSDAP zum 27. Juli 1927 erneut bei (Mitgliedsnummer 70.182). Im September 1929 wurde er Mitglied der SA.
Nach der Machtergreifung der Nationalsozialisten wurde Hagenmeyer im April 1934 hauptamtlicher SA-Führer. Ab Juni 1935 führte er die SA-Brigade 56 „Württemberg-Süd“ mit Sitz in Ulm. Im April 1936 wurde er zum SA-Brigadeführer befördert. Während der Novemberpogrome 1938 gab Hagenmeyer den Befehl weiter, alle Synagogen im Gebiet der SA-Brigade 56 in Brand zu stecken. Hiervon betroffen waren die Synagogen in Ulm, Laupheim, Buchau und Göppingen. Am 1. März 1939 trat Hagenmeyer im Nachrückverfahren für den verstorbenen Abgeordneten  Georg Utz in den nationalsozialistischen Reichstag ein, in dem er bis zum Ende der NS-Herrschaft im Frühjahr 1945 den Wahlkreis 31 (Württemberg) vertrat.
Ab August 1939 gehörte Hagenmeyer dem Artillerie-Regiment 50 an, mit dem er als Batterieführer im Zweiten Weltkrieg am deutschen Angriff im Westen und beim Krieg gegen die Sowjetunion beteiligt war. Wegen eines Magenleidens wurde er im Januar 1942 zur Heeresflak-Artillerie-Ersatzabteilung 225 in Gotha versetzt. Von Februar 1943 bis 1945 amtierte er als Polizeidirektor in Ulm; zugleich leitete er die dortige Kriminalabteilung und den Ulmer Luftschutz.
Nach Kriegsende wurde Hagenmeyer gemäß dem automatischen Arrest ab Mai 1945 in Ludwigsburg, Zuffenhausen, Dachau, Regensburg und Kornwestheim interniert. Im Januar 1948 wurde er in das Untersuchungsgefängnis Ravensburg überstellt. Das Landgericht Ravensburg verurteilte Hagenmeyer am 9. März 1948 wegen Verbrechen gegen die Menschlichkeit und Brandstiftung zu vier Jahren und sechs Monaten Zuchthaus. Verfahrensgegenstand war die Zerstörung der Synagoge in Buchau in der Nacht vom 10. auf den 11. November 1938. Hagenmeyer hatte auf die Zerstörung der Synagoge beharrt, nachdem deren Inbrandsetzung in der Nacht zuvor gescheitert war. Nach seiner Freilassung auf Bewährung im Oktober 1949 arbeitete Hagenmeyer als Bauhilfsarbeiter in Ulm. In der Entnazifizierung wurde er im Juni 1950 von der Spruchkammer Ludwigsburg als »Belasteter« eingestuft. Im Juli 1960 verzog Hagenmeyer von Ulm nach Darmstadt.